# Giacomo Lubrano
Giacomo Lubrano (Napoli, 12 settembre 1619 – Napoli, 23 ottobre 1693) è stato un gesuita, poeta e scrittore italiano.
Il nome completo è Giacomo Antonio Lubrano; il cognome è attestato anche, secondo l'uso dell'epoca, nella grafia Lubrani. Per la stampa delle sue poesie si servì anche dello pseudonimo Paolo Brinacio (che è un anagramma imperfetto del vero nome, con sostituzione della "u" con la "o").
Come poeta è considerato uno dei più importanti marinisti.
Sacerdote gesuita, fu famoso predicatore, come testimoniano molti poeti, cronisti e critici contemporanei, durante la sua vita ebbe notorietà principalmente, se non esclusivamente, per le sontuose prediche, che rappresentano un esempio probabilmente insuperato di virtuosismo verbale e metaforico.
Sopravvivono poche notizie sulla sua vita, parte per la scarsità dei documenti, parte perché essa non fu caratterizzata da eventi di rilievo.

## Biografia

### Origini e formazione
Nasce a Napoli il 12 settembre 1619. Non si conoscono i nomi dei genitori; l'unico indizio circa le origini della sua famiglia è nel cognome, che è tipico dell'isola di Procida (motivo per cui in passato si è pensato, erroneamente, che ne fosse nativo). Non si sa nulla della sua estrazione, evidentemente non cospicua, né della sua infanzia.
Altrettanto oscuri sono gli anni della sua formazione; si sa soltanto che il 30 aprile 1635 (altri, sulla base di fonti d'archivio, indica il 4 maggio 1639, che però si è rivelata una data priva di fondamento) entra nella Compagnia di Gesù, seguendo, a quel che pare del tutto regolarmente, il corso di studi previsto. Lo studioso Marzio Pieri ipotizza che sia stato un indipeta, vale a dire che avesse accarezzato, entrando nella Compagnia, di morire per la fede in qualche landa esotica; ma è una deduzione basata sul ricorrere, tra le rime delle Scintille poetiche, di vibranti componimenti dedicati a martiri della fede.
Secondo il costume, è verosimile che prima di essere ordinato sacerdote si sia esercitato predicando al popolo per le vie e per le piazze di Napoli in occasione delle festività, e che abbia insegnato per qualche tempo.
L'unica cosa certa è che la sua educazione si sia compiuta interamente a Napoli; secondo la Ratio Studiorum, o corso di studi previsto dal regolamento delle scuole gesuitiche, studia materie umanistiche (indispensabili a fornire i fondamenti per la futura attività predicatoria), attraversando parallelamente le varie fasi del noviziato.

### La carriera di predicatore: gli inizi (1649-1666)
La sua carriera di predicatore inizia nel 1649-1650, anni in cui è segnalato tra i principali predicatori della Casa professa di Napoli, benché non abbia ancora ricevuto gli ultimi voti per entrare a pieno titolo nella Compagnia di Gesù. Diviene celebre in breve tempo, stando alla prestigiosità delle occasioni in cui, nel giro di pochi anni, è chiamato a predicare: si segnala subito per l'erudizione e l'opulenza del dettato, sia in italiano sia in latino. Del 1651 è la prima opera a stampa interamente sua, Geminatus fortunae triumphus (Typis Secundini Roncalioli, Napoli), orazione funebre già pronunciata davanti al Sacro Collegio Teologico di Napoli. Nel 1653 stampa Il Tempio della memoria (Gobbi, L'Aquila), panegirico per d. Diego de Quiroga y Faxardo, capitano dell'Artiglieria del Regno di Napoli. Ma la prima opera a stampa nota è compresa ne Le egloghe simboliche di A. Grandi (Lecce 1642), che contiene, del L., un Elogium dell'autore.
Verosimilmente, all'inizio degli anni cinquanta comincia la diffusione manoscritta delle prime liriche italiane.
Il 31 luglio 1653 fa la professione, ed entra ufficialmente nella Compagnia di Gesù.
Negli anni successivi risiede in diverse città del Mezzogiorno, impegnato nella predicazione: è a Catanzaro nel 1655, a Reggio Calabria nel 1656-1658, a Massa Lubrense nel 1658.
Il trasferimento a Reggio Calabria, voluto o imposto, è dovuto essenzialmente alla disastrosa epidemia di peste che flagella Napoli in quel periodo. Nella capitale muore il suo carissimo amico Francesco Zuccarone, famoso tragediografo gesuita, rimasto contagiato mentre reca conforti agli appestati.
Rientrato nella città natale, dal 1660 è stabile presso la locale Casa Professa, sede che lascerà per brevi periodi, e solo per andare a predicare in altre città.
Nel 1665 è fondata a Napoli un'Accademia dei Rozzi (Napoli), sorta di "cimitero degli elefanti" dei barocchisti, alla quale il Lubrano è molto vicino (le dedica anche un sonetto, compreso nelle Scintille poetiche) pur non entrando a farne parte ufficialmente.
Nel 1666 si reca a Palermo, dove il 12 febbraio pronuncia l'orazione funebre in onore di Filippo IV di Spagna; l'occasione è estremamente prestigiosa, e l'orazione, col titolo L'anfiteatro della costanza vittoriosa, è pubblicata lo stesso anno nel volume collettaneo Le solennità lugubri e liete in nome della fedelissima Sicilia nella felice e primaia città di Palermo, Palermo 1666; il curatore e prefatore, G. Matranga, vi definisce il L. "famoso dicitore [...] di pellegrina eloquenza".

### La crisi del Barocco (1669 e anni seguenti)
Intorno al 1669, anno in cui sono pubblicate numerose delle ultime opere più tipicamente mariniste, il gusto barocco comincia ad entrare in crisi. In quest'anno il L. stampa un epigramma e un elogio, entrambi in latino, compresi nelle Savie sciocchezze tradotte da L. D'Anna (Lecce 1669). Nel 1673 stampa un'ode nelle Prediche di P. Carrafa (Venezia, 1673), e un'altra nella Notizia de' vocaboli ecclesiastici di D. Magri (Venezia, 1675). Tuttavia, pur in questo clima di decadenza, la carriera di predicatore del Lubrano (in questo periodo si segnala la predica al Gesù Nuovo di Napoli per una festa di canonizzazione, il 18 ottobre 1671) non solo non conosce flessioni, ma s'intensifica fino al parossismo: campione indiscusso della vecchia guardia, il L. è richiestissimo. Si ha notizia, soprattutto nel Mezzogiorno, di intere decine di cicli di prediche, soprattutto quaresimali.

### Il soggiorno veneziano (1675-1676)
Ma il L. non è noto solo nel Mezzogiorno. Chiamatovi proprio dalla fama, nel 1675 compie un importante viaggio a Venezia. Qui il Lubrano è presente in qualità di predicatore presso la chiesa di San Lorenzo, dove la sua fedeltà ai canoni estetici del decadente gusto barocco gli attira, è vero, strali satirici (si ricorda in particolare un sonetto che inizia: «Novo idïoma, iperbole volante...»); ma gli vale anche la calda ammirazione di una folta e prestigiosa schiera di intellettuali, vicini soprattutto all'ambiente gesuitico. Di questo favore è testimonianza il volume encomiastico collettaneo La palma incoronata su le faconde labbra. È ammirato ed encomiato, tra gli altri, da Cristoforo Ivanovich, Giovanni Battista Vidali (che gli tesse elogi in versi nei suoi Capricci seri delle muse, 1678) e dalla famosa erudita Elena Lucrezia Cornaro Piscopia; quest'ultima cura un secondo volume di scritti encomiastici di vari autori, stampato nello stesso 1675, Seconda corona intrecciata da varii letterati co' fiori de' loro ingegni, per coronar di nuovo il molto reverendo padre Giacomo Lubrani della Compagnia di Giesù. Si trattiene in questa città anche l'anno seguente, ed è salutato da un altro libretto encomiastico, di Sebastiano Badoero, L'Ingegno nel lambico, il Cuore nel torchio, la Lingua alla corda, elogii al molto Reverendo Padre Don Giacomo Lubrani Napolitano, della Compagnia di Giesu, predicatore di primo applauso nella sacra basilica di San Lorenzo in Venezia, l'anni 1675 & 1676..., titolo vistosamente confacente allo stile barocchista del Lubrano, esibitamente faticoso, artifiziato, tortuoso; ma specialmente in quella lingua alla corda sembra potersi cogliere o un'allusione o un presagio della misteriosa malattia della favella (documentata solo per gli anni seguenti) che parrà doverlo condannare a una quasi totale afonia, allontanandolo dai pulpiti.
Un posto a parte merita il rapporto con l'Ivanovich, con il quale si scambia quattordici lettere (che coprono un periodo di sei anni, dall'agosto 1675 al marzo 1681, e saranno comprese nell'opera Minerva al tavolino, 1681, dell'Ivanovich stesso), le uniche conosciute del L. a parte le poche dedicatorie a stampa. Significativamente, la prima lettera all'Ivanovich, quella dell'agosto 1675, probabilmente sull'onda delle polemiche suscitate dal suo stile nella libera Venezia, contiene alcune affermazioni in cui il L. manifesta la volontà di mutare stile; eppure già la seconda lettera, di pochi giorni dopo, è una ferma difesa delle "acutezze di concetti", indispensabili al predicatore per colpire l'uditorio.

### In giro per l'Italia (1677) e ritorno a Napoli (1678)
Si allontana da Venezia all'inizio del 1677, e si reca a Modena, chiamatovi dal Duca; dopodiché tocca, nella sua attività predicatoria, nuovamente la Sicilia, e poi Malta.
Nel 1678 è nuovamente a Napoli, dove sente i più forti contraccolpi del mutamento del gusto. Probabilmente per contrastare il prestigio del Lubrano, prestigio fondato su un gusto letterario che in ogni caso non è più dominante, il card. Caracciolo chiama a predicare a Napoli il trentenne cappuccino senese Francesco Maria Casini, predicatore antibarocco. Il Lubrano pare molto preoccupato dalla prospettiva di essere scalzato, come sembra insinuare un anonimo dialogo tra "Napoli" e "Fama" dedicato all'evento.
Alla fine dell'anno Giulio Acciano fa circolare una sua satira in cui i marinisti sono definiti «quei che congiurâr contro Petrarca», ed è citato tra gli altri anche il «terribile Lubrano».
Il prestigio della sua "scuola" confligge, tuttavia, fino ad un certo punto col suo prestigio personale: la sua retorica spettacolare, unitamente al fondamento di soda dottrina ed erudizione, continuano a garantirgli la preminenza tra gli oratori della sua età, benché non manchino incomprensioni e amarezze.
Del 1680 è una bolla di Innocenzo XI, che senza avere dirette conseguenze sulla carriera del Lubrano, pone termine ad una serie di polemiche sullo stile di cui servirsi nelle prediche, stabilendo che i predicatori debbano ispirare sensi di pietà, e non «spargere fiori di belle lettere», ossia fare esercitazioni stilistiche. Ma, appunto, l'ammonimento non colpisce il Lubrano direttamente, dal momento che nello stesso anno ha la prestigiosa opportunità di predicare il Quaresimale in Palazzo. A seguire, tiene il panegirico di San Francesco Saverio, con enorme concorso di folla e successo.
È nel 1679, mentre predica a Palermo, che si manifesta per la prima volta quella "paralisia di lingua" che, unitamente ad un peggioramento delle condizioni generali di salute, causerà una drastica diminuzione della sua attività predicatoria (come attesta tempestivamente, tra l'altro, anche il notista Innocenzo Fuidoro nei suoi Giornali).

### Gli ultimi anni (1680-1690)
Ci è conservata una lettera del 31 dicembre 1680 del Lubrano a Cristoforo Ivanovich (riportata anch'essa nella Minerva a Tavolino. Lettere diverse di proposta e risposta a varii Personaggi, sparse d'alcuni componimenti in prosa e in verso dello stesso Cristoforo Ivanovich, Niccolò Pezzana, Venezia 1681), nella quale il predicatore descrive la misteriosa balbuzie che lo ha colpito. In un modo o nell'altro, riesce ad impedirsi di balbettare ricorrendo ad una sorta di cantillazione. In un'altra lettera compresa nella Minerva a Tavolino, del 4 febbraio 1681 dice che quando predica riesce ad «impetrare fermezza ne' labri», mentre gli è impossibile «vincer la difficoltà ravviluppata nel parlar domestico». Ma le sue condizioni di salute sono in genere cattive. All'Ivanovich che gli chiede saggi di scrittura da inserire nella Minerva il Lubrano risponde di non potere, e di essere assorbito dalla preparazione per la stampa (che la malattia rende lentissima e assai sofferta) dei Panegirici.
Dell'11 marzo 1681 è l'ultima lettera nota a Cristoforo Ivanovich che lo esorta a tornare a predicare a Venezia: il Lubrano scrive che è impossibile, essendo fisicamente impedito e mentalmente esaurito.
Presumibilmente nel 1686 il giovanissimo Giambattista Vico rende visita al Lubrano, come ricorderà nell'Autobiografia
Mentre il componimento di Giovan Battista Vico è certamente perduto, quello letto dal Lubrano in quell'occasione sembra essere il primo della III e ultima sezione delle Scintille poetiche, dedicata ai componimenti per musica.

### LeScintille Poetiche(1690)
Nel 1690 pubblica gli epigrammi latini Suaviludia musarum ad Sebethi ripam. Epigrammatum libri X (Napoli); e, con lo pseudonimo anagrammatico di "Paolo Brinacio", ristampa le poesie italiane delle Scintille poetiche o poesie sacre e morali di Paolo Brinacio Napoletano. Dedicate all'Illustriss.mo & Ecc.mo Sig.re D. Marcello Mastrilli Duca di Marigliano &c., già stampata, senza successo né grande diffusione, nel 1674. La supplica di Silvestro di Fusco (curatore della stampa o nome di copertura dello stesso Lubrano) al cardinale Pignatelli arcivescovo di Napoli per la revisione del libro, commessa al canonico Antonio Matina, ha la data del 7 gennaio; il nulla osta di Domenico Iameo S.I. per conto del Viceré quella del 3 giugno; la Relazione del canonico Matina, che garantisce nulla ostare alla stampa, quella dell'8 luglio; la Dedica del di Fusco quella del 26 ottobre 1690.
La stampa dei Panegirici in volumi separati, cominciata nel 1691, si concluderà nel 1694: Il Cielo Domenicano, Col primo Mobile della predicazione; Il Solstizio della gloria divina; Il foco sacro della Divinità racceso.
Del 1692 sono due ristampe (la seconda e la terza) delle rime delle Scintille poetiche, entrambe «Ad istanza di Andrea Poletti stampatore in Venezia all'Insegna dell'Italia», che riportano una dedica dello stampatore Poletti «All'illustrissima, & Eccellentissima Nobiltà Veneta».

### La morte
Nel 1693 il diarista Domenico Confuorto registra l'avvenuta morte del Lubrano. 

### Opere postume
Postumamente sono stampate le seguenti opere religiose:
- Prediche quaresimali, in 2 parti, 1702,
- I Panegirici in volume unico, 1703,
- Varii Sagri Discorsi, in 5 voll., 1727.

## Fortuna

### Nei secoli successivi
Esponente di spicco del marinismo, il Lubrano è stato dimenticato già a partire dall'inizio del Settecento, quando il gusto era dominato dall'Arcadia, come è avvenuto con quasi tutti gli altri poeti barocchi. La critica romantica lo ha parimenti ignorato. Una parziale ripresa d'interesse nei suoi confronti c'è stata solo a partire dalla seconda metà del Novecento.
Un primo accenno autorevole alla sua figura si deve allo studioso francese Jean Rousset che nel suo saggio sul barocco francese Circé et le Paon (Circe e il pavone) del 1954 vi fa riferimento, definendone «eccezionali» le doti poetiche.
Dopo averne ricostruito gli scarni dati anagrafici lo studioso italiano Claudio Sensi gli ha dedicato alcuni importanti saggi, tra cui L'"arcimondo" della parola 1983, sul Lubrano poeta.
Attualmente, pur non trascurando le prediche, la critica si è particolarmente concentrata sui versi italiani delle Scintille poetiche, raccolta di componimenti scritti nel corso di più decenni e raccolti in volume la prima volta solo nel 1674 e nel 1690. In essi il Lubrano mostra, condensate e accentuate, le stesse caratteristiche di spettacolare virtuosismo spiegate nelle prediche, servendosi di un linguaggio totalmente intessuto di metafore, che a lunghi tratti trascende completamente (non solo dal punto di vista tecnico, evidentemente) i limiti dello stile barocco.
Storicamente si colloca tra i cosiddetti barocchisti, o esponenti di quel «barocco del barocco» (secondo la definizione di Benedetto Croce) (insieme a poeti come Giuseppe Artale, Bartolomeo Dotti, Pietro Casaburi Urries, Lorenzo Casaburi Urries e altri) che nella sua fase terminale, caratterizzata da un'esasperazione dei più tipici caratteri stilistici di quella maniera, ebbe una contrastata convivenza con l'insorgere del nuovo gusto, rappresentato principalmente dall'Arcadia.
Marzio Pieri ha curato due edizioni delle Scintille poetiche. La prima edizione è del 1982, e riporta per intero la prima sezione (140 sonetti), un'ampia selezione della seconda (odi) e una piccola scelta della terza (componimenti per musica). La seconda edizione, integrale, del 2002 comprende anche le Prediche quaresimali postume del 1702.
Nel 2008 lo scrittore Gabriele Frasca ha curato per il Napoli Teatro Festival Italia il ciclo di spettacoli L'Assedio delle Ceneri a partire da prediche di Giacomo Lubrano interpretate da vari attori, fra cui Silvio Orlando e Enzo Moscato, per la regia di Roberto Paci Dalò.

## Pubblicazioni

### Edizioni antiche

#### Poesie

##### Poesie italiane
- Un'ode nelle Prediche di P. Carrafa, Venezia 1673.
- Un'ode nella Notizia de' vocaboli ecclesiastici di D. Magri, Venezia 1675.

Un volume di liriche, le Scintille poetiche, nelle stampe:
- 1. "Paolo Brinacio", Scintille poetiche, o poesie sacre e morali, Parrino & Muzii, Napoli, 1674.
- 2.  "Paolo Brinacio", SCINTILLE / POETICHE / ò / poesie / sacre, e morali / di / Paolo Brinacio / Napoletano // Dedicate // All'illustriss.mo & Ecc.mo Sig.re / D. Marcello / Mastrilli / Duca di Marigliano, &c. //[fregio]// In Napoli nella nuova stampa dei Socii / Dom. Antonio Parrino, e Michele Luigi Mutii 1690. // Con licenza de' superiori.
- 3. "Paolo Brinacio", SCINTILLE / poetiche, / o / poesie / sacre, e morali / di / Paolo Brinacio / Napoletano. // [fregio] // In Napoli, / Con licenza de' Superiori. // Ad istanza di Andrea Poletti Stampatore / In Venezia all'Insegna dell'Italia. S. d. [ma 1692]
- 4. "Paolo Brinacio", SCINTILLE / poetiche, / o / poesie / sacre, e morali / di / Paolo Brinacio / Napoletano. / Terza impressione. // [fregio] // In Venezia, / presso Andrea Poletti / All'Insegna dell'Italia. // Con licenza de' superiori (identica la Dedica).

##### Poesie latine
- Un Epigramma nelle Savie sciocchezze tradotte da L. D'Anna, Lecce 1669.
- Suaviludia Musarum Ad Sebethi ripam. Epigrammaton Libri X Iacobi Lubrani e Societ. Iesu Neapolitani, Neapoli, Ex Typographia Jacobi Raillard, 1690. Dedicati al principe Carlo Sanseverino.

#### Prose

##### Prediche
- Prediche quaresimali postume del P. Giacomo Lubrano della Compagnia di Gesù Napoletano, parte I, Napoli, Raillard 1702 (cc. 5 non num. + 640 pp.). Per quanto se ne sa non esiste una II parte. Ignoto il curatore.
- Prediche quaresimali postume del P. Giacomo Lubrano della Compagnia di Gesù, In Padova, nella Stamperia del Seminario, Appresso Giovanni Manfrè, 1703 (cc. 3 non num. + 676 pp. + 13 cc. non num. con gl'indici). Si tratta dell'edizione napoletana ampliata, con l'aggiunta di 38 altre prediche e 4 panegirici; le prediche qui occupano 644 fittissime pagine. La dedica "Al lettor cortese" è anonima. Questa edizione è reperibile nel CD-Rom contenuto nelle Scintille poetiche, a c. di Marzio Pieri, La Finestra editrice, Lavis 2002. Nel volume è anche reperibile l'edizione critica della predica "La Mutevolezza Eloquente", sempre per la cura di Marzio Pieri.

##### Panegirici
Sono raccolti in 4 sillogi:
- Il cielo domenicano, col primo mobile della predicazione, con più pianeti di santità. Panegirici sacri, 2 volumi: I. vol: In Venezia, per Andrea Poletti, 1691; e Napoli; II vol.: Napoli 1693.
- Il fuoco sacro della divinità racceso negl'altari del clero mitrato e religioso, Napoli, 1694.
- Il solstizio della Divina Gloria, Venezia 1703; e Napoli 1705. Il catalogo della Biblioteca dei gesuiti di Napoli segnala un'edizione napoletana precedente (1692), di cui tuttavia non sussiste traccia.
- Raccolta di varii Sagri Discorsi del P. Giacomo Lubrani della Compagnia di Gesù. Opera postuma divisa in cinque Decadi, a cura di Tommaso Reviglione S. I., 5 volumi; i primi 2 voll. usciti a Napoli nel 1727.

##### Lettere
- Una Lettera (12 agosto 1656) dedicatoria del Circolo Tusculano di Raimondo del Pozzo, Messina 1656.
- 14 lettere in Cristoforo Ivanovich, Lettere diverse dell'autore e del P. Giacomo Lubrano della Compagnia di Giesù, con varie composizioni, in: Id., Minerva al tavolino. Lettere diverse di proposta e risposta a varii Personaggi, sparse d'alcuni componimenti in prosa e in verso, Venezia, Niccolò Pezzana 1688.

##### Prose latine
- Elogium di A. Grandi in A. Grandi, Le egloghe simboliche, Lecce 1642.
- Elogium ne Le savie sciocchezze tradotte da L. D'Anna, Lecce, 1669.

#### Opere riguardanti Giacomo Lubrano
- AAVV, La palma incoronata su le faconde labbra, Venezia.
- Elena Lucrezia Cornaro Piscopia cur., Seconda corona intrecciata da varii letterati co' fiori de' loro ingegni, per coronar di nuovo il molto reverendo padre Giacomo Lubrani della Compagnia di Giesù, Venetia, appresso Antonio Bosio.
- Sebastiano Badoero, L'Ingegno nel lambico, il Cuore nel torchio, la Lingua alla corda, elogii al molto Reverendo Padre Don Giacomo Lubrani Napolitano, della Compagnia di Giesu, predicatore di primo applauso nella sacra basilica di San Lorenzo in Venezia, l'anni 1675 & 1676.... In Venetia, Appresso Gio. Pietro Pinelli, 1676. In-4º, 20 pp.

### Edizioni moderne
- In tante trasparenze. Il verme setaiuolo e altre scintille poetiche a cura di Giancarlo Alfano e Gabriele Frasca, Napoli, Cronopio 2002.
- Giacomo Lubrano, Scintille poetiche, a c. di M. Pieri, con cd-rom contenente le Prediche quaresimali, Padova 1703, La Finestra editrice, Lavis 2002 [ISBN 978-8888097-19-0; ISSN 1973-123X]
- Giacomo Lubrano, Scintille poetiche, edizione con commento integrale a cura di Silvia Argurio, prefazione di Francesco Zambon, Carocci, Roma, 2022.

### Monografie su Giacomo Lubrano

#### Il poeta
- 1. È importante l'introduzione di Marzio Pieri a: Giacomo Lubrano Scintille poetiche, a c. di Marzio Pieri, La Finestra editrice, Trento 2002.
- 2. Un'interpretazione del Lubrano poeta è in: Claudio Sensi, L'"arcimondo" della parola, Padova 1983. Il volume comprende anche i componimenti inediti e (p. 245) la bibliografia della critica.
- 3. Si vedano l'introduzione di Francesco Zambon e il commento integrale di Silvia Argurio in Giacomo Lubrano, Scintille poetiche, Carocci, Roma, 2022.

#### Il predicatore
- Un'interpretazione del Lubrano panegirista è in: Claudio Sensi, La retorica dell'apoteosi: arte e artificio nei panegirici del Lubrano, in "Studi secenteschi" XXIV (1983), pp. 69–152.